# Yves Leers
Yves Leers est un journaliste français spécialiste de l'environnement.

## Biographie
Journaliste à l'AFP, qui l'affecta au bureau de Grenoble et à Alger avant de lui confier la rubrique « Environnement » au desk parisien, Yves Leers est devenu directeur de la communication de l'ADEME, puis conseil en développement durable. Il est revenu au journalisme comme rédacteur en chef de Toogezer, mensuel gratuit fondé en décembre 2007 par Michel Taube et Pierre Bonati, traitant de l'actualité du développement durable et de l'environnement. Il présente le magazine télévisé « Ô ma planète ». Il a été membre du syndicat CFDT.